# I conquistatori (romanzo)
I conquistatori è un romanzo storico di Simon Scarrow ambientato nel 44 d.C., pubblicato in Italia nell'aprile del 2016 dalla casa editrice Newton Compton.
È il sesto romanzo della Invader Series, che comprende tutti i cinque titoli precedenti, La battaglia della morte (2014), Il sangue del nemico (2014), Il richiamo della spada (2014), L'erede al trono (2015), Muori per Roma (2015).

## Trama

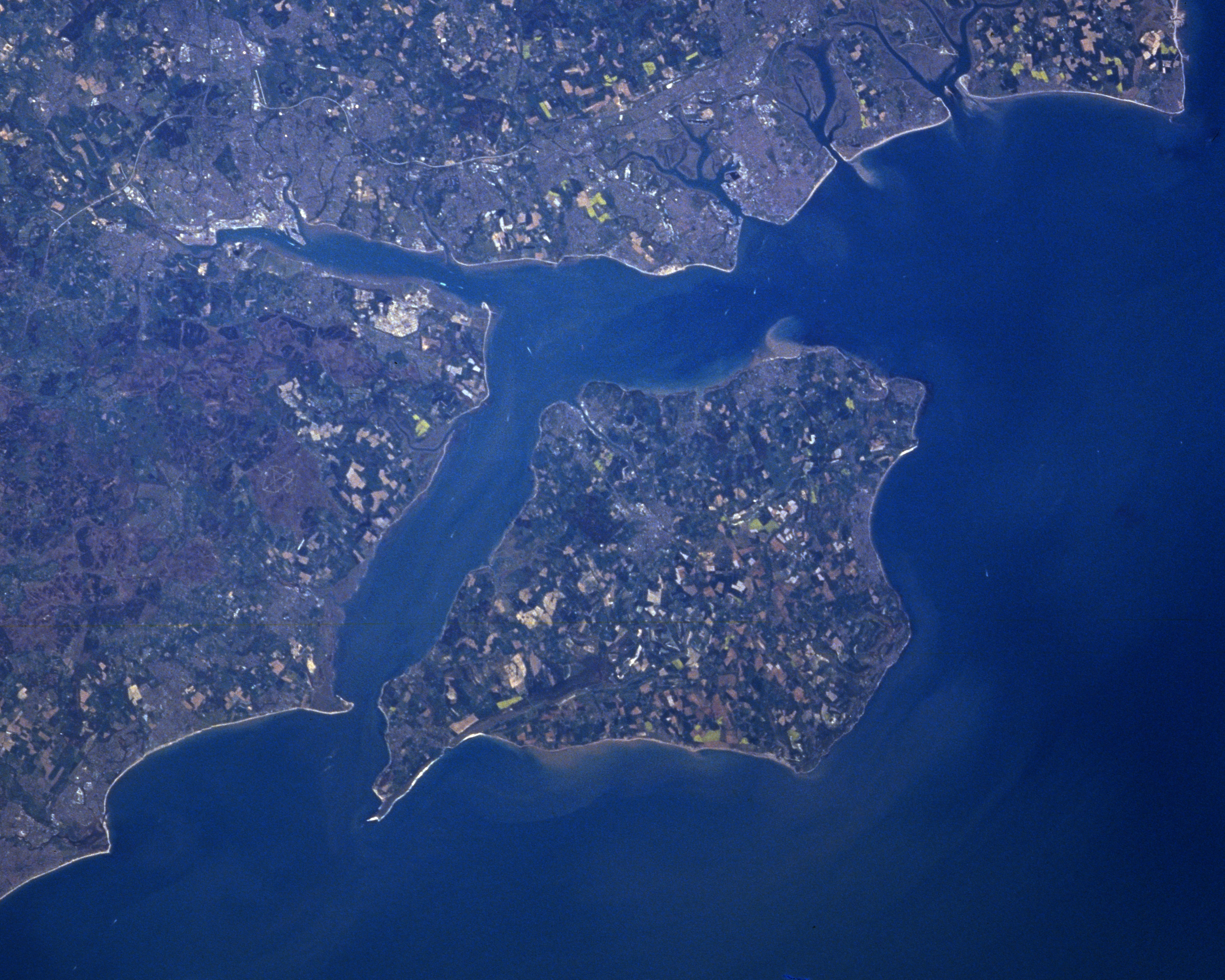
L'isola di Vectis (Isola di White) ripresa dal satellite.

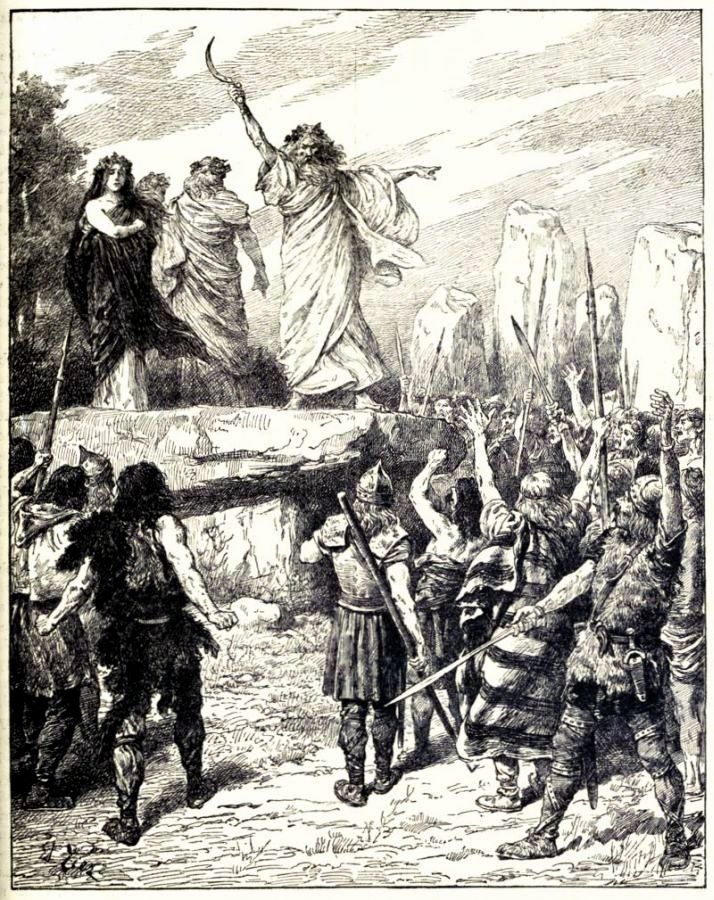
Raffigurazione di un druido che aizza i britanni. Figulo e Vitellio riescono ad annientare i druidi nelle loro roccaforti.

Nell'inverno del 44 d.C., quarto anno del regno dell'Imperatore Claudio, il generale Aulo Plauzio, dopo aver sostituito al comando della Seconda Legione Vespasiano, rientrato a Roma, con Lucio Eliano Celere, ordina a quest'ultimo di eliminare le ultime sacche di resistenza sull'isola di Vectis.
Celere organizza una spedizione con ben quattro coorti, la quinta, la sesta, la settima e la nona, della Seconda Legione, che confluite dalle fortezze di Calleva e Rutupiae a Noviomagus Regnorum salpano per l'isola dei durotrigi. La Quinta coorte, guidata dal Tribuno Palino, è la prima a sbarcare per tentare di creare una testa di ponte sulla spiaggia, lo sbarco sull'isola di Vectis avviene nel peggiore dei modi con parte della flotta che si attarda a causa del mal tempo.
La quinta coorte subisce gravissime perdite sulla spiaggia a causa dell'assalto da parte dei Durotrigi, i caduti sono talmente tanti che si comincia a pensare ad una ritirata, lo stesso Tribuno Palino, preso in un'imboscata viene ucciso ed il comando passa al centurione Ocella.
Durante un assalto anche il centurione Ocella viene ferito e perde i sensi, si ritrova quindi al comando l'optio Figulo che decide di tentare di dare una svolta allo scontro portando con sé un gruppo di legionari per prendere alle spalle i Durotrigi. L'azione ha successo e gli assalitori sono messi in fuga.
In breve tempo sbarca anche il resto del corpo di spedizione e viene allestito un campo. Figulo viene convocato dal Legato Celere che gli affida una difficile missione per recuperare alcuni soldati romani prigionieri sull'isola.
Figulo porta con sé quaranta tra i migliori legionari e giunto nel villaggio dei locali incontra il capo Brigotino che effettua lo scambio dei prigionieri in cambio di grano. Mentre si sta per ultimare lo scambio un gruppo di oltre cento Durotrigi, guidati da un Druido assalta il villaggio massacrandone gli abitanti ma una volta venuti a contatto con i romani hanno la peggio. Figulo ed i suoi uomini massacrano facilmente gli assalitori e li mettono in fuga.
Rientrato all'accampamento Figulo riceve dal Legato Celere la promessa di una promozione a centurione al termine di una nuova missione che gli affida. Figulo sarà a capo di un drappello dei migliori legionari, tra cui i suoi amici Rullo, Helva e Bleso, con il compito di scortare Numerio Scilla, un inviato imperiale, e Trenagaso, un nobile durotrigio esiliato, fino a Lindinis dove avrebbero dovuto aiutare il nobile a divenire il nuovo re della tribù.
Figulo lascia quindi l'isola di Vectis e torna a Noviomagus da cui, assieme ai suoi uomini, scorta Trenagaso con la figlia Ancasta e Scilla fino a Lindinis. Durante il tragitto vengono assaliti da un gruppo di briganti durotrigi che vengono però facilmente annientati dai romani che subiscono poche perdite.
Giunti a Lindinis Scilla ordina che Figulo ed i suoi, assieme ad una centuria di Batavi, guidata dal Prefetto Cosconiano, scortasse il re Trenagaso al cospetto del capo villaggio Quenataco per deporlo.
Ovviamente Quenataco rifiuta di cedere il trono e coglie di sorpresa i romani con un'imboscata nella quale Figulo ed i suoi riescono a risollevare le sorti aprendo le porte del villaggio e facendo entrare il resto dell'esercito romano.
Catturato Quenataco, Figulo ed i suoi vengono assegnati come scorta personale del Re Trenagaso.
Dopo aver abilmente sventato un tentativo di assassinare il re Trenagaso a Figulo ed i suoi compagni viene affidata una nuova missione. Dovranno recuperare il grano rubato e nascosto dai Druidi in una remota zona paludosa ancora inesplorata dai romani.
Durante la loro nuova missione i romani riescono a recuperare il grano rubato eliminando tutti i britanni che lo proteggevano. La vittoria comporta però gravi perdite tra cui Bleso morto eroicamente.
Per svincolare Figulo ed i suoi, dal dover seguire il re Trenagaso per scortarlo, gli viene assegnato il compito di addestrare dei nativi per poi assegnarli a scorta personale del re. Ultimato l'addestramento l'unità viene assegnata a Trenagaso e contemporaneamente il prefetto viene informato che i druidi stanno assaltando un convoglio a poche miglia da Lindinis. Decide quindi di portare con sé il grosso dell'esercito per annientare i durotrigi.
Cosconiano cade in un'imboscata dalla quale riesce a scappare solo Figulo con tre compagni. Rientrati a Lindinis trovano il villaggio messo a ferro e fuoco dai durotrigi che hanno fatto diversi prigionieri tra cui il re. Nel forte romano non rimangono che un centinaio di uomini e Figulo decide che serve un colpo di mano. Porta conse Andocommio ed Ancasta e, grazie ad un travestimento, riesce ad entrare nel villaggio occupato dai druidi. Trovata la capanna, dove vengono tenuti prigionieri i suoi amici ed il re Trenagaso, Ancasta si rivela quale spia al soldo dei druidi ed uccide Andocommio e fa catturare Figulo che viene portato al cospetto di Calumo.
Mentre le sorti di Figulo e dei suoi compagni sembrano segnate il Tribuno Aulo Vitellio irrompe con i rinforzi nel villaggio e libera Figulo ed annienta i durotrigi. Solo Calumo ed Ancasta, con pochi fidi, riescono a rifugiarsi nelle paludi portando con sé Helva, Rullo e gli altri prigionieri.
Siamo al gennaio del 45 d.C., e Vitellio e Scilla affidano l'ennesima missione a Figulo. Questa volta il premio sarà la promozione a Centurione e lo affiancheranno il legionario Vazia ed una guida nativa Petrax. L'obiettivo sarà quello di scovare l'ultimo rifugio, all'interno delle paludi, di Calumo ed Ancasta e provare a liberare i prigionieri.
Dopo alcuni giorni passati ad esplorare le paludi i tre scoprono un'isola fortificata dove si sono asserragliati i druidi. Petrax viene mandato indietro a chiamare i rinforzi e Figulo e Vazia provano ad entrare nell'accampamento. Riescono ad entrare ed anche ad individuare la capanna dove sono rinchiusi i prigionieri ma si devono nascondere senza poter intervenire. Il giorno dopo arrivano i rinforzi e grazie al panico che si genera nell'isola Figulo e Vazia passano all'azione, individuato un passaggio che i rinforzi potrebbero utilizzare per cogliere di sorpresa i druidi, tentano quindi di abbandonare l'isola per raggiungere Vitellio. Durante la fuga, Vazia viene sopraffatto dai druidi e Figulo riesce a stento a raggiungere la colonna romana.
Vitellio appena saputo della possibilità di raggiungere l'isola di nascosto affida a Figulo il compito di guidare i Batavi comandati dal centurione Vespillo. I romani irrompono nel villaggio ed annientano i druidi uccidendo Calumo e catturando Ancasta.

## Personaggi
- Aulo Plauzio: Generale dell'esercito in Britannia, composto da quattro legioni la Seconda, la Nona, la Quattordicesima e la Ventesima.
- Lucio Eliano Celere: Legato della Seconda Legione.
- Quinto Silano: Prefetto della Seconda Legione.
- Aulo Vitellio: Tribuno laticlavio della Seconda Legione.
- Palino: Tribuno della Quinta Coorte della Seconda Legione.
- Ocella: Centurione della Sesta Centuria, della Quinta Coorte della Seconda Legione.
- Orazio Figulo: Optio della Sesta Centuria, della Quinta Coorte della Seconda Legione.
- Tito Terenzio Rullo: Legionario della Sesta Centuria, della Quinta Coorte della Seconda Legione.
- Gaio Arrio Helva: Legionario della Quinta Coorte della Seconda Legione.
- Sesto Porcio Bleso: Legionario della Quinta Coorte della Seconda Legione.
- Manio Silo: Legionario della Quinta Coorte della Seconda Legione.
- Postumo: Legionario della Quinta Coorte della Seconda Legione.
- Tiberio Culleo: Legionario della Quinta Coorte della Seconda Legione.
- Decimo Artorio Vazia: Legionario della Quinta Coorte della Seconda Legione.
- Sceva: Legionario della Quinta Coorte della Seconda Legione.
- Quadrato: Legionario della Quinta Coorte della Seconda Legione.
- Pulcro: Legionario della Quinta Coorte della Seconda Legione.
- Abito: Legionario della Quinta Coorte della Seconda Legione.
- Albino: Legionario della Quinta Coorte della Seconda Legione.
- Naso: Legionario della Quinta Coorte della Seconda Legione.

- Sura: Legionario della Quinta Coorte della Seconda Legione.
- Manio Albio Cetego: Legionario in pensione.
- Magadubno: Guida al servizio della Seconda Legione.
- Brigotino: Capo dell'insediamento di nativi dell'isola di Vectis.
- Carataco: Re dei Durotrigi.
- Numerio Scilla: Inviato imperiale.
- Trenagaso: Nobile durotrigio esiliato.
- Cogidubno: Re dei Regni, alleato di Roma.
- Ancasta: Figlia del Re Trenagaso.
- Quenataco: Capo tribale a Lindinis.
- Tito Cosconiano: Prefetto della coorte ausiliaria dei Batavi.
- Gaio Vidio Tuditano: Centurione della coorte ausiliaria dei Batavi.
- Lucio Ovidio Scrofa: Centurione a capo della base navale di Noviomagus.
- Ambusto: Centurione della coorte ausiliaria dei Batavi.
- Vespillo: Centurione della coorte ausiliaria dei Batavi.
- Bellicano: Nobile durotrigio Capitano della guardia del corpo reale.
- Andocommio: Guerriero nativo reclutato nella guardia del corpo reale.
- Petrax: Guida.
- Calumo: Capo dei Druidi della Luna Nera.

## Ambientazione
| Anno       | Ambientazione |
| ---------- | ------------- |
| 44/45 d.C. |               |

## Edizioni
- Simon Scarrow, I conquistatori, traduzione di Elena Papaleo, Francesca Noto e Maria Cristina Cesa, collana Nuova Narrativa Newton, Newton Compton, 14 aprile 2016,  p. 432, ISBN 978-88-541-8947-8.

## Analisi
I conquistatori narra gli eventi immediatamente successivi al ritorno a Roma di Catone, Macrone e Vespasiano, e quindi lo si può definire il seguito di La battaglia finale.
Il protagonista, l'Optio Figulo, era l'Optio di Catone nel romanzo La battaglia finale e la fresca recluta nella Seconda Legione in La spada di Roma. .